# Sizabulos
Sizabulos (bzw. Silzibulos) war ein türkischer Herrscher in Westturkestan in der zweiten Hälfte des 6. Jahrhunderts. Er regierte etwa von 552 bis 575/76 in Sogdien.
Sizabulos ist die griechische Namensform dieses türkischen Herrschers. Er wird in der Forschung oft mit dem aus den späteren Orchon-Runen bekannten Istämi (auch Istami, Iştämi oder İstemi) gleichgesetzt, der ein mächtiger Herrscher der Westtürken gewesen ist, doch ist dies keine zweifelsfreie Gleichsetzung. Sizabulos ist dem Bericht des spätantiken Geschichtsschreibers Menander Protektor zufolge, dem wir die meisten Informationen verdanken, jedenfalls der mächtigste der türkischen Herrscher in Sogdien gewesen. Der griechische Name Sizabulos ist womöglich eine Umschreibung für den Rangtitel Syr-Yabgu. Theophylaktos Simokates nennt einen Stembis-Chagan, was sich wohl auf Sizabulos bezieht.
In Sogdien haben Türken und Einheimische kooperativ agiert, wobei Sogdier in der Verwaltung des nur locker aufgebauten westtürkischen Reiches eine wichtige Rolle spielten. Die Awaren entzogen sich jedoch der Herrschaft des Khagans, woraufhin dieser geschworen haben soll, Rache an ihnen zu nehmen.
Sizabulos brach im Bündnis mit dem Sassanidenkönig Chosrau I. die Macht der Hephthaliten und erweiterte auf deren Kosten seinen Einflussbereich. Sizabulos hatte daher zunächst gute Kontakte mit dem Sassanidenreich gepflegt und Chosrau sogar mit einer seiner Töchter verheiratet. Doch bald schon brachen Rivalitäten aus, die sich nicht zuletzt um die Kontrolle der Handelsrouten entlang der sogenannten Seidenstraße drehten. Chosrau beleidigte Sizabulos durch das Abweisen von Geschenken und von Gesandten. Anschließend wandte sich Sizabulos auf den Rat des offenbar recht einflussreichen Sogdiers Maniakh dem Oströmischen Reich zu; Maniakh selbst reiste nach Konstantinopel und knüpfte dort Kontakte.
Kaiser Justin II. schickte 569 eine Gesandtschaft unter der Leitung des Zemarchos zum Hof des Khagans. Dies war der Beginn eines regelmäßigen Gesandtenaustauschs zwischen den Westtürken und Ostrom. Über die Reise des Zemarchos hat Menander Protektor einen relativ ausführlichen Bericht verfasst. Zemarchos wurde am türkischen Hof in einem prunkvollen Rahmen freundlich empfangen. Sizabulos ging ein Bündnis mit den Oströmern ein, das gegen Persien gerichtet war. 
Als eine oströmische Gesandtschaft unter Valentinos 576 den türkischen Hof erreichte, war Sizabulos bereits verstorben. Nachfolger war sein Sohn, dessen griechische Namensform Turxanthos lautet; ein anderer Sohn (falls die Identifizierung von Sizabulos mit Iştämi korrekt sein sollte) hieß Tardu. Ein weiterer Vertrag kam nicht zustande, zumal die Oströmer inzwischen Kontakt mit den Awaren aufgenommen hatten, was Turxanthos als feindlichen Akt betrachtete. Das römisch-türkische Bündnis zerbrach schließlich.